# Parlamentswahl in Australien 1984
Die Parlamentswahl in Australien 1984 fand am 1. Dezember 1984 statt. Es war die Wahl zum 34. australischen Parlament. Von den beiden Parlamentskammern wurde das Repräsentantenhaus (Unterhaus) und der Senat (Oberhaus) neu gewählt.
Wahlsieger wurde die regierende Labor Party. Sie konnte ihre absolute Mehrheit der Sitze im Repräsentantenhaus verteidigen. Verlierer hingegen war die oppositionelle Liberal Party.

## Hintergrund
Der Wahltermin wurde am 8. Oktober 1984 bekannt gegeben. Premierminister Bob Hawke (Australian Labor Party) sagte, dass er eine vorzeitige Wahl durchführen lassen möchte, damit die Wähler ein Urteil über die Regierung fällen und ihr Mandat erneuern können. Die Notwendigkeit, Repräsentantenhaus und Senatswahlen zu vereinheitlichen, wurde ebenfalls als ein Faktor genannt, der zu dieser Entscheidung beitrug. Dementsprechend wurde das Parlament vorzeitig am 26. Oktober 1984 aufgelöst.
Während des siebenwöchigen Wahlkampfs betonte der scheidende Premierminister die Leistungen der Regierung im wirtschaftlichen und sozialen Bereich (niedrigere Inflations- und Arbeitslosenquoten, Banken- und Finanzreformen, Wachstum des Bruttosozialprodukts) und im Bereich der internationale Beziehungen.
Die wichtigste Opposition wurde von der konservativen Koalition der Liberal Party und der National Party gebildet. Der liberale Führer Andrew Peacock behauptete, dass die Regierung die wirtschaftliche Erholung des Landes nicht aufrechterhalten könne und dass weitreichende Reformen, insbesondere im Steuerbereich, erforderlich seien. Ein weiteres Thema war die organisierte Kriminalität.

## Wahlergebnisse
Insgesamt 830 Kandidaten (628 für das Repräsentantenhaus, 202 für den Senat) und 16 politische Parteien bewarben sich um die 148 Sitze des Repräsentantenhauses und die 46 Sitze des Senats (davon 12 zusätzliche). Am Wahltag blieb die Labor Party die an der Macht, aber mit einer reduzierten Mehrheit des Hauses, trotz der persönlichen Popularität von Premierminister Hawke. Am 12. Dezember stellte Bob Hawke die Mitglieder seines neu zusammengestellten Kabinetts vor.

### Repräsentantenhaus
- Labor: 82
- Nationals: 21
- Liberals: 45

| Partei                        | Partei                            | Stimmen   | Stimmen | Stimmen | Sitze  | Sitze |
| Partei                        | Partei                            | Anzahl    | %       | +/−     | Anzahl | +/−   |
| ----------------------------- | --------------------------------- | --------- | ------- | ------- | ------ | ----- |
|                               | Australian Labor Party (ALP)      | 4.120.130 | 47,55   | −1,93   | 82     | +7    |
|                               | Liberal Party of Australia (LPA)  | 2.951.556 | 34,06   | −0,06   | 45     | +12   |
|                               | National Party of Australia (NPA) | 921.151   | 10,63   | +1,42   | 21     | +4    |
|                               | Australian Democrats (AD)         | 472.204   | 5,45    | +0,41   | —      | —     |
|                               | Country Liberal Party (CLP)       | 27.335    | 0,32    | +0,08   | —      | —     |
|                               | Sonstige                          | 172.576   | 1,99    | +0,07   | —      |       |
|                               | gesamt                            | 8.664.952 | 100,00  |         | 148    |       |
| Wahlberechtigte               | Wahlberechtigte                   | 9.869.217 |         |         |        |       |
| Wahlbeteiligung (Wahlpflicht) | Wahlbeteiligung (Wahlpflicht)     | 94,19 %   |         |         |        |       |

Quelle: 

### Senat
| Partei                        | Partei                            | Stimmen   | Stimmen | Sitze    | Sitze  |
| Partei                        | Partei                            | Anzahl    | %       | gewonnen | gesamt |
| ----------------------------- | --------------------------------- | --------- | ------- | -------- | ------ |
|                               | Australian Labor Party (ALP)      | 3.748.776 | 42,2    | 20       | 34     |
|                               | Liberal Party of Australia (LPA)  | 2,987,789 | 33,6    | 17       | 28     |
|                               | National Party of Australia (NPA) | 525,185   | 5,9     | 3        | 5      |
|                               | Australian Democrats (AD)         | 676,160   | 7,6     | 5        | 7      |
|                               | Nuclear Disarmament Party         | 642,435   | 7,2     | 1        | 1      |
|                               | Call to Australia Group           | 162,272   | 1,8     | –        | –      |
|                               | Democratic Labor Party            | 32,472    | 0,4     | –        | –      |
|                               | Senator Harradine Group           | 22,992    | 0,2     | –        | –      |
|                               | Pensioner Party of Australia      | 23,974    | 0,2     | –        | –      |
|                               | Sonstige                          | 624.281   | 6,67    | –        | –      |
|                               | gesamt                            | 8,885,506 | 100,00  | 46       | 76     |
| Wahlberechtigte               | Wahlberechtigte                   | 9,866,266 |         |          |        |
| Wahlbeteiligung (Wahlpflicht) | Wahlbeteiligung (Wahlpflicht)     | 94,51 %   |         |          |        |
| abgegebene Stimmen            | abgegebene Stimmen                | 9,325,349 |         |          |        |
| ungültige Stimmen             | ungültige Stimmen                 | 439,843   |         |          |        |
| Quelle:                       |                                   |           |         |          |        |